# Benoît Comlan Messan Alowonou
Benoît Comlan Messan Alowonou (Tsévié, 5 de março de 1949) - sacerdote católico togolês, bispo da diocese de Kpalimé desde 2001, presidente da Conferência Episcopal do Togo desde 2012.
Foi ordenado sacerdote em 28 de julho de 1984 e incardinado na Arquidiocese de Lomé. Ele foi, entre outros, professor e sacerdote do seminário maior local (1984-1991), vigário da paróquia da catedral (1994-1995), vigário geral da arquidiocese e decano do distrito de Lomé (1995-1996) e professor do Seminário maior de Lomé (2001).
Em 4 de julho de 2001 foi nomeado bispo da diocese de Kpalimé pelo Papa João Paulo II. Foi ordenado bispo em 29 de setembro daquele ano pelo então Metropolita de Lomé, Dom Philippe Fanoko Kossi Kpodzro. Em junho de 2012, foi eleito presidente da Conferência Episcopal do Togo.